# 特朗普针对加沙地带的计划

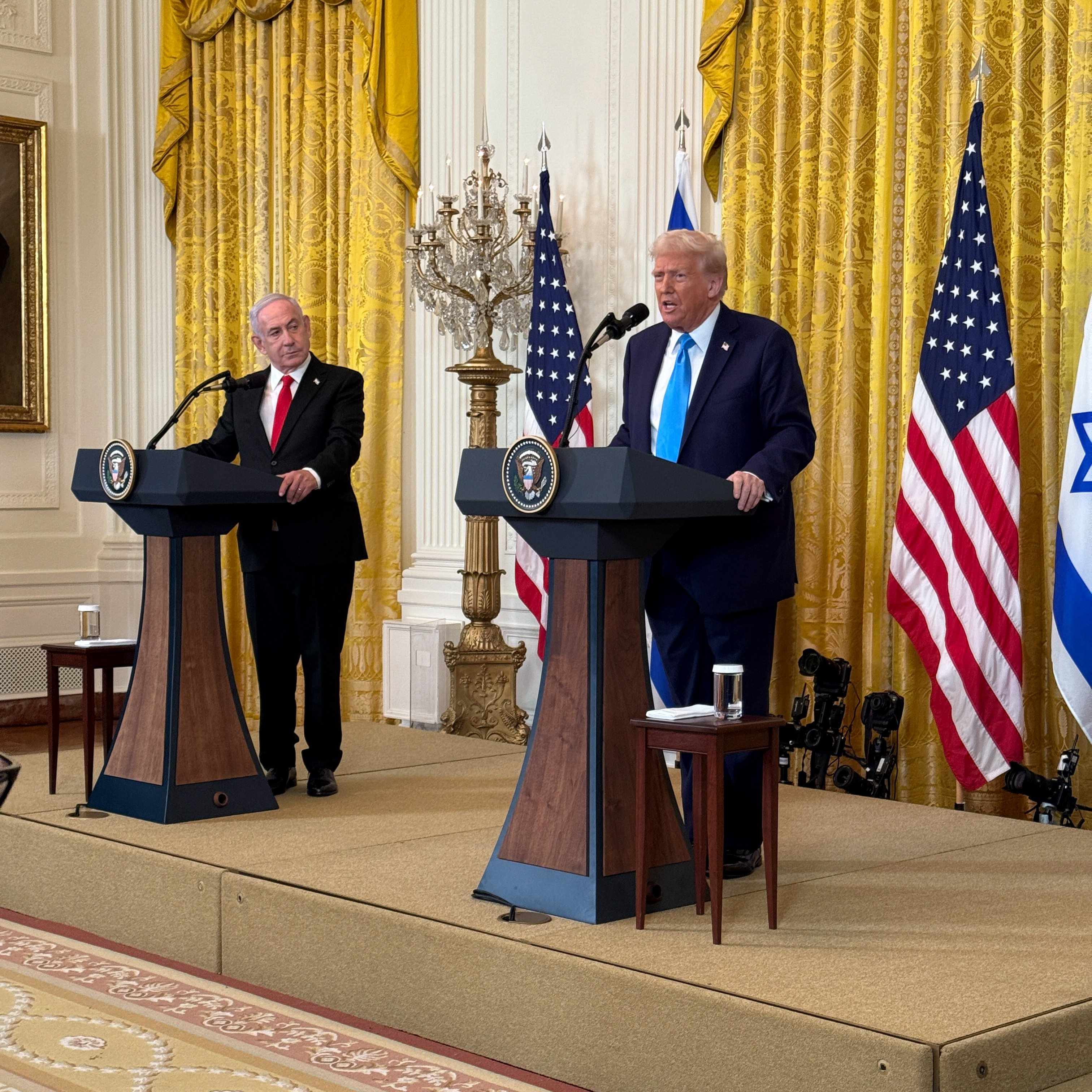
美国总统唐纳德·特朗普和以色列总理本雅明·内塔尼亚胡在新闻发布会上宣布了拟议计划，白宫，2025年2月4日

特朗普针对加沙地带的计划是美国总统唐纳德·特朗普提出的一个计划，旨在通过美国在以色列—哈马斯战争结束后接管加沙地带，将其重新开发成中东的里维埃拉。
2025年2月4日，特朗普在白宫东厅与以色列总理本雅明·内塔尼亚胡举行的联合新闻发布会上透露了这一计划。该计划要求将加沙地区的大部分巴勒斯坦人口暂时迁移到埃及、约旦及其他国家。